# Krzesiwo sztabkowate
Krzesiwo sztabkowate (in. polskie, trapezowate) – rodzaj żelaznego krzesiwa mającego formę prostokątnej lub nieco trapezowatej sztabki, z umieszczonym w górnej części krzesiwa uszkiem, służącym do mocowania krzesiwa przy pasie. Używane były wraz z krzemiennymi krzesakami do rozpalania ognia.
Większość krzesiw sztabkowatych pochodzi z obszarów obecnej Polski, przez co niektórzy badacze nadają im miano krzesiw polskich. Występują one  w inwentarzach kultury przeworskiej, szczególnie licznie w dorzeczu Odry i Warty, lecz nie wiadomo, czy w dorzeczach owych rzek naprawdę mamy do czynienia ze szczególną koncentracją tych zabytków, bowiem wschodnie tereny zajmowane przez przedstawicieli kultury przeworskiej są w dalszym ciągu słabo poznane, przez co nie można jednoznacznie stwierdzić, gdzie występowało ich najwięcej. Pierwsze krzesiwa sztabkowate, odnalezione w inwentarzach kultury przeworskiej, są datowane na schyłek I w., najstarsze zaś, co do których datowania możemy być w pełni pewni, pochodzą z III w. Najwięcej okazów krzesiw sztabkowatych datowanych jest na II w.

## Typologia krzesiw sztabkowatych
Typologię krzesiw sztabkowatych opracował jako pierwszy A. Kokowski, następnie temat ten badał M. Jonakowski, który opracował nową typologię tych narzędzi. Typologia krzesiw sztabkowatych M. Jonakowskiego różni się znacznie od wcześniejszej, gdyż skupia się na stopniowej ewolucji form samego krzesiwa, a nie na ich jedno- lub dwudzielności.
Według typologii M. Jonakowskiego krzesiwa sztabkowate dzielą się na:

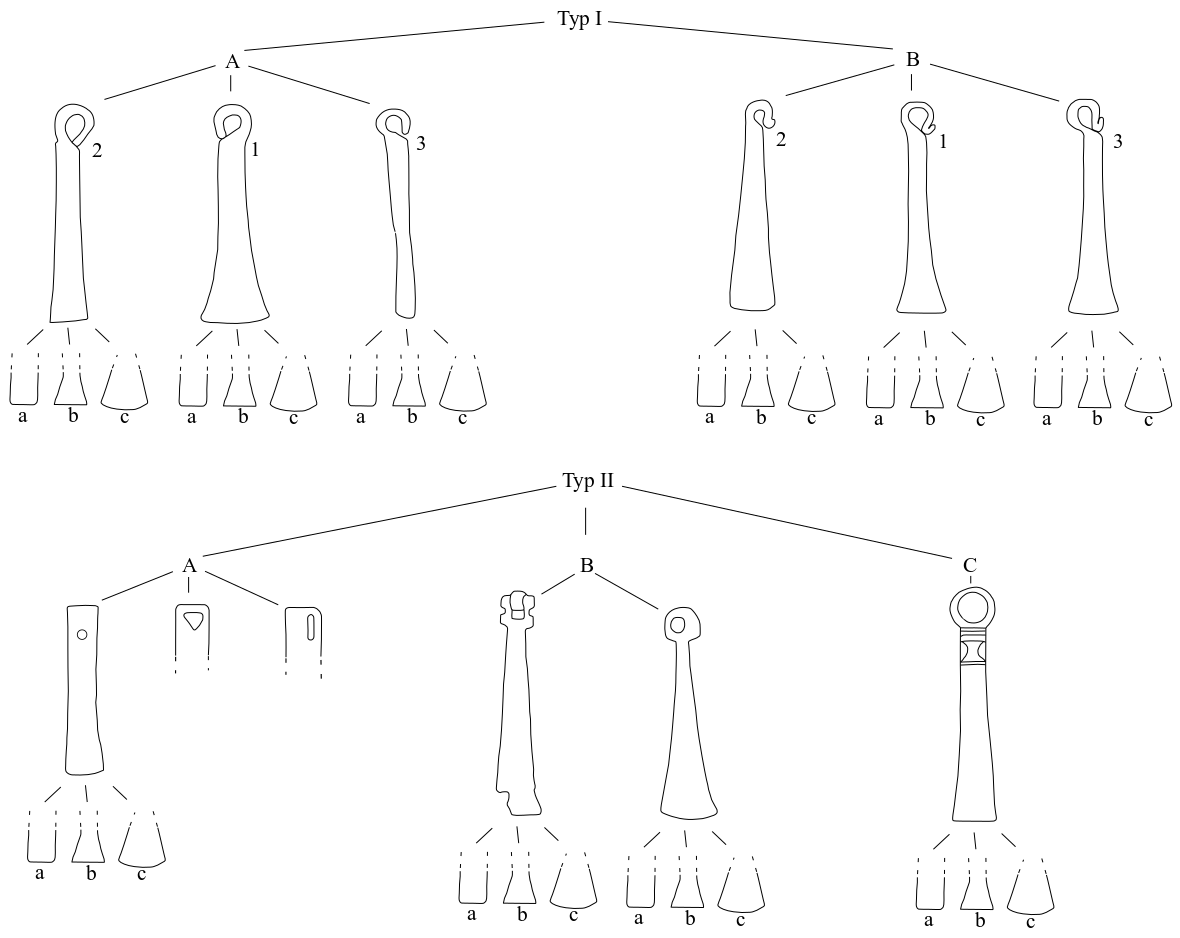
Typologia krzesiw sztabkowatych wg M. Jonakowskiego

Typ I – typ ten posiada umieszczone u góry uszko, powstałe w wyniku zagięcia zwężającej się górnej części sztabki. Krzesiwa tego typu dzielimy na dwa podtypy:
- IA – uszko zakończone prosto
- IB – uszko wywinięte esowato

W obydwu podtypach, uszko może występować w trzech różnych wariantach, wyodrębnionych na podstawie sposobu ukształtowania uszka względem symetrii zabytku:
- 1 – uszko symetryczne
- 2 – uszko niesymetryczne prawostronnie (niesymetryczne od strony otwartej)
- 3 – uszko niesymetryczne lewostronnie (niesymetryczne od strony zewnętrznego łuku uszka)

Wszystkie wyodrębnione warianty krzesiw można także podzielić ze względu na kształt zakończenia części pracującej na podwarianty:
- a – sztabka prosta lub nieznacznie rozszerzona
- b – sztabka prosta z wachlarzowatą częścią pracującą
- c – sztabka wachlarzowata lub trapezowata

Typ II – w typie tym uszko ma postać niewielkiego wybijanego lub wykuwanego otworu. W obrębie II typu wyróżniono 3 podtypy:
- IIA – prostokątna lub trapezowata sztabka, bez wyodrębnionego uszka, posiadająca niewielki, wybity otwór w górnej partii krzesiwa
- IIB – prostokątna lub trapezowata sztabka z wyodrębnioną w różny sposób główką, zaopatrzoną w otwór
- IIC – trapezowata sztabka z silnie wyodrębnionym, wykutym uchem w górnej części zabytku